# Nosode
Innerhalb der pseudowissenschaftlichen Homöopathie werden solche Mittel als Nosoden (von griechisch nosos für „Krankheit“) bezeichnet, deren vermeintlicher Wirkung nicht – wie in der klassischen Homöopathie – ein Ähnlichkeits-, sondern vielmehr ein Gleichheitsprinzip zu Grunde liegen soll („Isopathie“). Das Konzept geht auf den Amerikaner Constantin Hering zurück. Hierbei soll Gleiches mit Gleichem geheilt werden („Aequalia aequalibus curentur“), weswegen Nosoden aus „krankem“ oder pathologischem bzw. pathogenen Material wie Blut, Eiter, Krankheitserregern, Krebszellen oder Krankheitserreger wie Bakterien hergestellt werden. So werden Tuberculinum-bovinum-Globuli aus dem Lymphknoten eines an Tuberkulose erkrankten Rindes gewonnen.

## Eigenschaften
Der Begriff Nosode wird inkonsistent verwendet, da auch Produkte aus körpereigenen Bestandteilen, wie Zellen aus Organen oder vom Körper hergestellte Sekrete oder Exkrete, wie etwa Hormone oder Eigenurin, ebenfalls hinzugezählt werden („Autonosoden“). Dies ist nicht notwendigerweise „krankes Material“. Zudem werden sogar aus Arzneimitteln Nosoden hergestellt, beispielsweise aus Impfstoffen hergestellte Nosoden (Impfnosoden), mit denen vermeintliche oder tatsächliche Impfschäden homöopathisch behandelt werden sollen.
Nosoden werden in hohen homöopathischen Potenzen (Verdünnungen) eingesetzt (C30, C200 und LM-Potenzen), in denen vom Ausgangsstoff keine Substanz mehr vorhanden ist. Wichtige Nosoden, die in der Homöopathie verwendet werden, sind z. B. Medorrhinum (Kürzel: Med), Syphilinum (Kürzel: Syph), Psorinum (Kürzel: Psor) und Tuberculinum bovinum Kent (Kürzel: Tub). Sie werden als Fertigarzneimittel oder individuell aus körpereigenem Material des Patienten hergestellt und oral oder als Injektionen verabreicht.
Nosoden sollen das Immunsystem oder erkrankte Organe stimulieren. Hierdurch sollen Krankheiten zur Heilung gebracht und Giftstoffe „ausgeschwemmt“ werden. Ein besonderer Zweig der Homöopathie, die Homotoxikologie, gegründet vom deutschen Arzt Hans-Heinrich Reckeweg, befasst sich schwerpunktmäßig mit der „Therapie“ von „im Körper entstehenden Toxinen“.

## Wirksamkeit
Wissenschaftliche Studien zeigen keine vom Placebo-Effekt unterscheidbare medizinische Wirksamkeit homöopathischer Mittel, siehe Kritik an der Homöopathie. So kam eine 2018 durchgeführte Studie zu dem Ergebnis, dass Impfnosoden im Gegensatz zu Schutzimpfungen keine Antikörperreaktionen auslösen und eine Reaktion erzeugen, die der von Placebo ähnlich ist. Daher sind Impfnosoden kein Ersatz für Schutzimpfungen. Das Paul-Ehrlich-Institut stellt hierbei fest:

„Eine Alternative zu Impfungen mit regulär zugelassenen Impfstoffen – im Sinne einer wissenschaftlichen Medizin – stellen Nosoden nicht dar.“

## Kostenübernahme
Die Kostenübernahme der privaten Krankenversicherungen in Deutschland ist unterschiedlich, bei den gesetzlichen Krankenkassen werden diese wegen fehlender wissenschaftlicher Evidenz nicht regulär erstattet.